# Революционное движение Тупамаро
Революционное движение Тупамаро (исп. Movimiento Revolucionario Tupamaro) — венесуэльская леворадикальная партизанская организация маоистского толка. Своё название MRT взяло от первого в Латинской Америке городского партизанского движения — уругвайского Тупамарос. Считается одним из важнейших колективос, поддерживавших правительства Уго Чавеса и Николаса Мадуро. Поддерживают Армию национального освобождения в Колумбии.

## Основные особенности движения
Тупамаро производили нападения на магазины, предприятия, банки, офисы и другие объекты, принадлежавшие буржуазии и олигархии. Революционное движение также приняло активное участие в столкновениях во время студенческих протестов в Каракасе и Мериде. Кроме того Тупамаро борются с наркотиками, как одним из зол капитализма, чем и объясняются нападения на наркоторговцев и коррумпированных полицейских. Подобными акциями Революционное движение завоевало симпатии многих жителей бедных районов.
Тупамаро решительно противостояло правительству «пунтофихистов», созданному договору крупнейших в стране партий социал-демократов Демократического действия и социал-христиан КОПЕЙ от 1958 года о совместном правлении в Венесуэле. Когда эта система была свергнута в ходе президентских выборов 1998 года, MRT открыто поддержало новое правительство Уго Чавеса и начатый им революционный процесс. Тупамаро также солидаризируются с идеалами и деятельностью многих левых континента: как погибшим Че Геварой, так, например, и с перуанским Революционным движением имени Тупака Амару.